# Caper movie

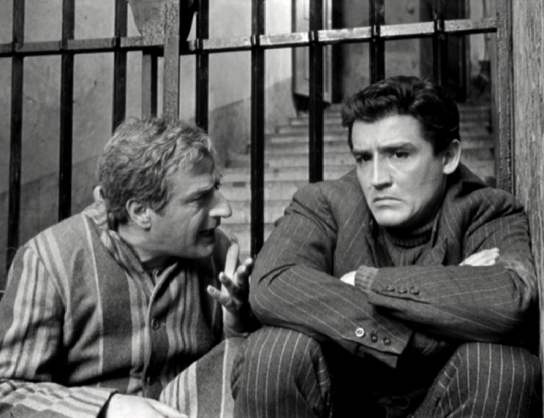
Una scena de I soliti ignoti, uno dei capisaldi del genere cinematografico: Cosimo (Memmo Carotenuto) spiega a Peppe "er Pantera" (Vittorio Gassman) i dettagli del colpo.

Il caper movie (o anche heist movie, traducibile in italiano come "film del colpo grosso") è un sottogenere del film giallo che descrive storie in cui un gruppo di individui – generalmente una banda di criminali – organizza e mette in atto un grande colpo in maniera accurata, sia esso una rapina, un furto o una truffa.
Il genere ha avuto il suo periodo di massimo successo fra gli anni cinquanta e sessanta, soprattutto per il fascino che all'epoca suscitavano i sofisticati strumenti tecnologici e l'organizzazione scientifica messi in campo dai protagonisti, sebbene in questo filone non siano mancati molti importanti film anche in anni recenti, tra i quali il classico Le iene (1992) di Quentin Tarantino.
Il filone ha dato luogo anche a una serie di rivisitazioni in chiave di commedia o parodia, fra le quali il film italiano I soliti ignoti (1958) di Mario Monicelli.

## Etimologia
Il termine caper probabilmente deriva dall'italiano antico capriole (che a sua volta deriva dal latino capra). Questo a significare che in questo genere di film, i caper movie appunto, i protagonisti compiono delle particolari evoluzioni per sfuggire alla legge, quasi si trattasse proprio di capriole o acrobazie.

## Struttura della sceneggiatura
Solitamente lo svolgimento della trama di un caper movie è diviso in tre atti:
1. I preparativi: reclutamento degli specialisti (l'addetto agli esplosivi, l'esperto di  casseforti, il genio dell'informatica nei film più recenti, l'esperto di sistemi d'allarme, l'autista spericolato, ecc.); lo studio delle planimetrie del luogo oggetto del colpo, dei sistemi d'allarme, delle abitudini degli eventuali addetti alla sorveglianza e, cosa più importante, la pianificazione della fuga.
2. Il "colpo". Salvo rare eccezioni, esso ha normalmente successo, nonostante gli imprevisti disseminati dagli sceneggiatori per introdurre colpi di scena e aumentare la suspense.
3. La conclusione della vicenda. Spesso accade che i soci della banda litighino per la spartizione del bottino, oppure vengano traditi da uno di loro che vuole appropriarsi dell'intero malloppo. Normalmente tutti i protagonisti del colpo finiscono male (uccisi tra di loro o catturati dalla polizia), ma sta prendendo sempre più piede il finale con i ladri che la fanno franca (i recenti Inside Man o la serie di Ocean's Eleven), specialmente se ad essere derubati sono strutture "corrotte" come casinò, banche coinvolte in loschi affari, od organizzazioni delinquenziali di tipo mafioso o terroristico, nei cui confronti gli autori del "colpo grosso " agiscono da "vendicatori" della società.

## Principali caper movie
Un elenco dei più famosi film appartenenti al genere caper movie:
- Giungla d'asfalto (1950)
- Rififi (1955)
- Rapina a mano armata (1956)
- Un colpo da otto (1960)
- Sette uomini d'oro (1965)
- Il grande colpo dei 7 uomini d'oro (1966)
- Il clan dei siciliani (1969)
- I senza nome (1970)
- La stangata (1973)
- 1855 - La prima grande rapina al treno (1979)
- La sbancata - L'inafferrabile Mr. Vabank (1981)
- Le iene (1992)
- Heat - La sfida (1995)
- Ocean's Eleven - Fate il vostro gioco (2001)
- La rapina perfetta (2008)

### Altri film importanti
- Audace colpo dei soliti ignoti (1959)
- Strategia di una rapina (1959)
- Colpo grosso (1960)
- Colpo grosso al casinò (1963)
- Gambit - Grande furto al Semiramis (1966)
- Il ladro della Gioconda (1966)
- Il caso Thomas Crown (1968)
- Un colpo all'italiana (1969)
- Rapina record a New York (1971)
- Quel pomeriggio di un giorno da cani (1975)
- I soliti ignoti vent'anni dopo (1985)
- Trappola di cristallo (1988)
- 58 minuti per morire - Die Harder (1990)
- Point Break - Punto di rottura (1991)
- I signori della truffa (1992)
- I mitici - Colpo gobbo a Milano (1994)
- Die Hard - Duri a morire (1995)
- Gli immortali (1995)
- Palookaville (1995)
- Lock & Stock - Pazzi scatenati (1998)
- Out of Sight (1998)
- Entrapment (1999)
- Gioco a due (1999) - remake di Il caso Thomas Crown
- Sexy Beast - L'ultimo colpo della bestia (2000)
- Snatch - Lo strappo (2000)
- Trappola criminale (2000)
- Fast and Furious (2001)
- Codice: Swordfish (2001)
- Il colpo (2001)
- La rapina (2001)
- The Score (2001)
- 2 Fast 2 Furious (2003)
- The Italian Job (2003) - remake di Un colpo all'italiana
- Ocean's Twelve (2004)
- Revolver (2005)
- Inside Man (2006)
- The Fast and the Furious: Tokyo Drift (2006)
- Die Hard - Vivere o morire (2007)
- Ocean's Thirteen (2007)
- Un colpo perfetto (2007)
- Daylight Robbery - Un colpo british style (2008)
- RocknRolla (2008)
- Fast & Furious - Solo parti originali (2009)
- Takers (2010)
- The Town (2010)
- Fast & Furious 5 (2011)
- Tower Heist - Colpo ad alto livello (2011)
- Gambit - Una truffa a regola d'arte (2012) - remake di Gambit - Grande furto al Semiramis
- The Thieves (2012)
- Die Hard - Un buon giorno per morire (2013)
- Fast & Furious 6 (2013)
- Now You See Me - I maghi del crimine (2013)
- Ant-Man (2015)
- Fast & Furious 7 (2015)
- Operazione U.N.C.L.E. (2015)
- Hell or High Water (2016)
- Now You See Me 2 (2016)
- Fast & Furious 8 (2017)
- La truffa dei Logan (2017)
- Ocean's 8 (2018)
- Criminali come noi (2019)
- Fast & Furious - Hobbs & Shaw (2019)
- The Gentlemen (2019)
- Fast & Furious 9 - The Fast Saga (2021)
- La furia di un uomo - Wrath of Man (2021)
- Fast X (2023)
- Operation Fortune (2023)

### Parodie e commedie
- L'incredibile avventura di Mr. Holland (1951)
- La signora omicidi (1955)
- La banda degli onesti (1956)
- I soliti ignoti (1958)
- Topkapi (1964)
- Come rubare un milione di dollari e vivere felici (1966)
- Come svaligiammo la Banca d'Italia (1966)
- Operazione San Gennaro (1966)
- Operazione San Pietro (1967)
- La pietra che scotta (1972)
- Bluff - Storia di truffe e di imbroglioni (1976)
- Criminali da strapazzo (2000)
- Welcome to Collinwood (2002) - remake de I soliti ignoti
- Ladykillers (2004) - remake de La signora omicidi
- Smetto quando voglio (2014)
- Smetto quando voglio - Masterclass (2017)
- Smetto quando voglio - Ad honorem (2017)

### Serie TV
- La casa di carta (2017-2021)
- La casa di carta: Corea (2022)
- Berlino (2023-)
- The Gentlemen (2024)